# A Esfera dos Livros
A Esfera dos Livros é uma editora portuguesa fundada em 2005, pertencente ao grupo italiano RCS Mediagroup, anteriormente denominado Grupo Rizzoli.
A editora aposta em campos como a atualidade, biografia, ensaio, história, saúde, psicologia, bem-estar, jornalismo de investigação e o esoterismo de qualidade, de autores nacionais e internacionais, editando uma média de 40 a 45 livros por ano em Portugal.